# Цвайгбергк, Анна фон
Анна Мария фон Цвайгбергк (швед. Anna Maria von Zweigbergk, урождённая Кристенсон, швед. Christenson; 16 февраля 1865 года — 3 мая 1952 года) — шведская журналистка, писательница и общественный деятель. Репортёр в изданиях Aftonbladet (1888—1894), Småland (1894—1896) и Dagens Nyheter (1896—1898).

## Биография
Анна Кристенсен родилась 16 февраля 1865 года в семье помещика А. Дж. Кристенсона и его супруги Элны Перссон. В 1891 году Анна вышла замуж за репортёра Отто фон Цвайгбергка. Она была подругой многих шведских писателей, в том числе Виктории Бенедиктсон и Акселя Лундегарда; сохранились их переписки.
Анна фон Цвайгбергк известна как пионер женской журналистики: в Швеции она принадлежит к первому поколению женщин-репортёров и является первой шведской женщиной-репортёром, опубликовавшей современную форму интервью (в 1891 году с археологом Оскаром Монтелиусом). Она продолжала работать после замужества, что также было необычно для женщины в этот период времени. Анна закончила свою карьеру лишь после того, как её cупруг стал главным редактором газеты, где они оба работали, и сотрудники начали протестовать против «кумовства».
Шведский писатель и журналист Вальфрид Спонгберг назвал фон Цвайгбергк «умелой журналисткой, одной из первых женщин в стокгольмской прессе, в её районе — самой первой».